# David Desy
David Desy (Chimay, 8 mei 1971) is een Belgisch voormalig basketballer en basketbalcoach.

## Carrière
Desy begon zijn carrière in 1989 bij het pas opgerichte Spirou Charleroi; hij speelde er zijn hele carrière tot in 2003. Hij won met Charleroi vijf keer het landskampioenschap en vier landbekers en werd speler van het jaar. In 2004 werd hij assistent-coach bij de club onder Savo Vucevic. Na diens ontslag in januari 2006 volgde hij hem op als hoofdcoach. In mei werd bekendgemaakt dat Eddy Casteels Desy ging opvolgen als hoofdcoach en Desy algemeen manager werd. Desy bleef die rol vervullen tot hij zich in 2011 terugtrok uit het basketbal.

## Erelijst

### Als speler
- Belgisch landskampioen: 1996, 1997, 1998, 1999, 2003
  - Tweede: 2001, 2002
- Belgisch bekerwinnaar: 1996, 1999, 2002, 2003
- Belgische supercup: 1996, 1997, 1999, 2001, 2002
- Belgisch speler van het jaar: 1998

### Als (assistent-)coach
- Belgisch landskampioen
  - Tweede: 2005
- Belgische beker: 
  - Finalist: 2006

### Als manager
- Belgisch landskampioen: 2008, 2009, 2010, 2011
- Belgisch bekerwinnaar: 2009
  - Finalist: 2010
- Belgische supercup: 2008, 2010